# چال تپه شاهین‌دژ
چال تپه شاهین دژ مربوط به نیمه دوم هزاره اول قم است و در شاهین‌دژ، داخل مقر سپاه پاسداران واقع شده و این اثر در تاریخ ۱ فروردین ۱۳۴۷ با شمارهٔ ثبت ۸۱۷ به‌عنوان یکی از آثار ملی ایران به ثبت رسیده است.